# Oh Baby!
Oh Baby! è un album dell'organista jazz Big John Patton, pubblicato dalla Blue Note Records nel 1965. Il disco fu registrato l'8 marzo 1965 al Van Gelder Studio di Englewood Cliffs, New Jersey (Stati Uniti).

## Tracce
Brani composti da Big John Patton, tranne dove indicato
Lato A
1. Fat Judy – 7:40 (Ben Dixon)
2. Oh Baby – 6:17
3. Each Time – 5:39

Lato B
1. One to Twelve – 7:51
2. Night Flight – 6:34 (Harold Vick)
3. Good Juice – 6:32

## Musicisti
- Big John Patton - organo
- Blue Mitchell - tromba
- Harold Vick - sassofono tenore
- Grant Green - chitarra
- Ben Dixon - batteria[1]